# Konnersreuth

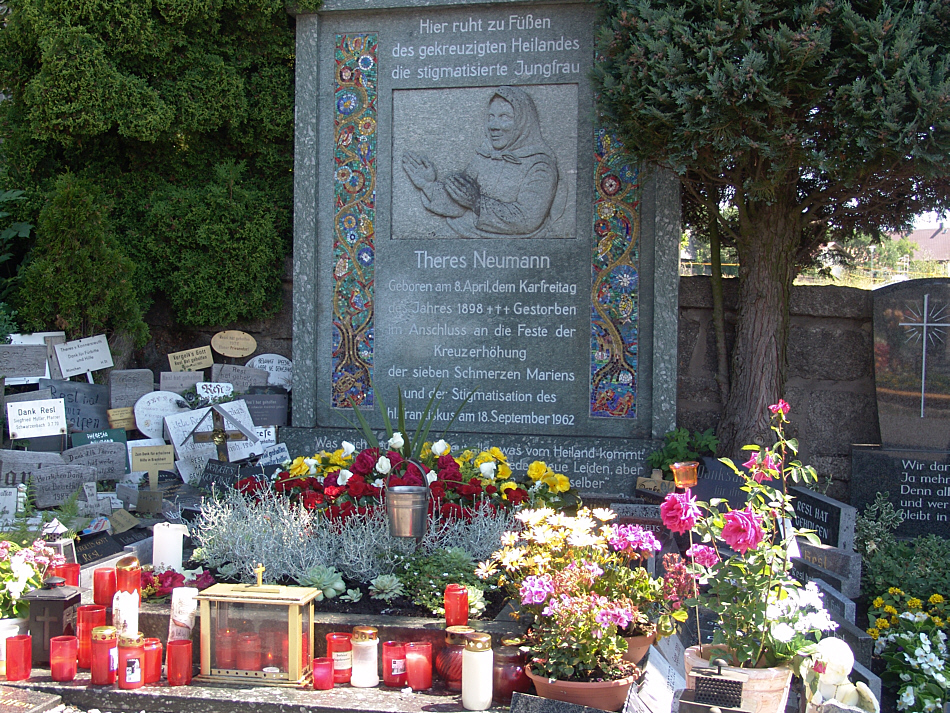
Grób Teresy Neumann

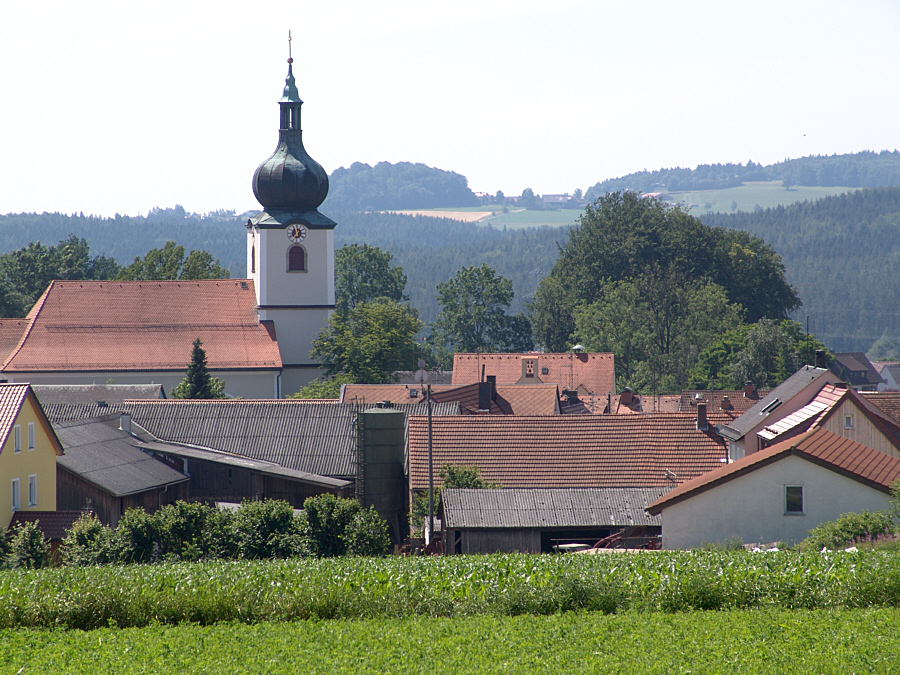
Konnersreuth

Konnersreuth – gmina targowa w Niemczech, w kraju związkowym Bawaria, w rejencji Górny Palatynat, w regionie Oberpfalz-Nord, w powiecie Tirschenreuth. Leży w Lesie Czeskim, około 15 km na północny zachód od Tirschenreuth.

## Dzielnice
W skład gminy wchodzą następujące dzielnice: Kondrau, Konnersreuth, Pechbrunn, Pleußen, Fockenfeld, Höflas, Grün, Neudorf i Rosenbühl.

## Zabytki i atrakcje
- dom rodzinny i grób Teresy Neumann
- rokokowy kościół parafialny św. Wawrzyńca (St. Laurentius)
- zamek Fockenfeld

## Osoby urodzone w Konnersreuth
- Teresa Neumann - mistyczka, stygmatyczka
- Liberat Weiß - Franciszkanin